# Michael Anderson (regista)
Michael Joseph Anderson Sr. (Londra, 30 gennaio 1920 – Vancouver, 25 aprile 2018) è stato un regista britannico.

## Biografia
Figlio degli attori Lawrence e Beatrice Anderson, iniziò la sua carriera come fattorino presso la casa di produzione Elstree. Nel corso della Seconda guerra mondiale servì i Royal Corps of Signals, incontrando durante questo periodo Peter Ustinov. Le sue qualità artistiche, affinate grazie a un lungo tirocinio come aiuto-regista, lo portarono a collaborare con professionisti affermati come Anthony Asquith, Noël Coward e David Lean. Dopo l'esordio alla regia con il film Private Angelo (1949), raggiunse la definitiva affermazione con il film bellico I guastatori delle dighe (1955), storia di un'incursione aerea sulla Germania e di un'azione di boicottaggio durante la seconda guerra mondiale.
Nel 1956 il produttore Mike Todd gli affidò la regia dello spettacolare Il giro del mondo in ottanta giorni, che ottenne un enorme successo e vinse cinque premi Oscar, tra cui quello al miglior film. Premiato nel 1957 con la medaglia d'argento dell'Associazione dei registi cinematografici americani, Anderson proseguì la carriera cimentandosi in vari generi cinematografici, come nel thriller dalle atmosfere hitchcockiane Acqua alla gola (1958), nel giallo Il dubbio (1961), in cui Deborah Kerr sospetta che il marito (Gary Cooper) sia un assassino, e nella fantapolitica con Nel 2000 non sorge il sole (1956), tratto dal romanzo 1984 di George Orwell, e con L'uomo venuto dal Kremlino (1968), tratto dal libro Nei panni di Pietro di Morris West.
Tornò al genere bellico con Operazione Crossbow (1965), mentre con Quiller Memorandum (1966) descrisse una vicenda di spionaggio incentrata su un'indagine americana sui neonazisti di Berlino Ovest. Dopo il dramma storico La papessa Giovanna (1971) con Liv Ullmann, nell'ultima parte della sua carriera si dedicò alla fantascienza girando, tra l'altro, La fuga di Logan (1976) e Cronache marziane, realizzato nel 1979 per il piccolo schermo, mentre con L'orca assassina (1977) affrontò temi ecologisti uniti alla suspense. 
Nel 1989 diresse il film Millennium, che ebbe però scarso successo. In seguito girò ancora La nave fantasma (1993), tratto dall'omonimo romanzo di Jack London e Il mondo è magia - Le nuove avventure di Pinocchio (1999).

### Vita privata
Anderson si sposò tre volte: nel 1939 con Betty Jordan, da cui ebbe cinque figli; nel 1969 con Vera Carlisle, dalla quale ebbe un figlio; nel 1977 con l'attrice Adrienne Ellis, rimastagli accanto fino alla morte.

## Filmografia
- Private Angelo (1949)
- Tempesta a Liverpool (Waterfront) (1950)
- Hell Is Sold Out (1951)
- Night Was Our Friend (1951)
- The House of the Arrow (1953)
- Lo stravagante mister Morris (Will Any Gentleman...?) (1953)
- I guastatori delle dighe (The Dam Busters) (1955)
- Nel 2000 non sorge il sole (1984) (1956)
- Il giro del mondo in 80 giorni (Around the World in Eighty Days) (1956)
- Fuoco sullo Yangtse (Yangtse Incident: The Story of H.M.S. Amethyst) (1957)
- Acqua alla gola (Chase a Crooked Shadow) (1958)
- Il fronte della violenza (Shake Hands with the Devil) (1959)
- I giganti del mare (The Wreck of the Mary Deare) (1959)
- I giovani cannibali (All the Fine Young Cannibals) (1960)
- Il dubbio (The Naked Edge) (1961)
- I tre da Ashiya (Flight from Ashiya) (1964)
- Monsieur Cognac (Wild and Wonderful) (1964)
- Operazione Crossbow (Operation Crossbow) (1965)
- Quiller Memorandum (The Quiller Memorandum) (1966)
- L'uomo venuto dal Kremlino (The Shoes of the Fisherman) (1968)
- La papessa Giovanna (Pope Joan) (1972)
- Doc Savage, l'uomo di bronzo (Doc Savage: The Man of Bronze) (1975)
- Un colpevole senza volto (Conduct Unbecoming) (1975)
- La fuga di Logan (Logan's Run) (1976)
- L'orca assassina (Orca) (1977)
- Dominique (1979)
- Cronache marziane (The Martian Chronicles) – miniserie TV (1980)
- Squilli di morte (Murder by Phone) (1982)
- La vergine americana (Second Time Lucky) (1984)
- Separati in vacanza (Separate Vacations) (1986)
- Vendetta (Sword of Gideon) – film TV (1986)
- La bottega dell'orefice (1988)
- Millennium (1989)
- E Caterina... regnò (Young Catherine) – miniserie TV (1991)
- Scales of Justice (1992)
- Scales of Justice – serie TV, 2 episodi (1992-1993)
- La nave fantasma (The Sea Wolf) – film TV (1993)
- Rugged Gold – film TV (1994)
- Captains Courageous – film TV (1996)
- 20,000 Leagues Under the Sea – film TV (1997)
- Summer of the Monkeys (1998)
- Il mondo è magia - Le nuove avventure di Pinocchio (The New Adventures of Pinocchio) (1999)
- Around the World in 80 Days (1999) - Video